# 奥陶纪
| 奥陶纪 485.4–443.8百万年前 PreЄ Є O S D C P T J K Pg N |                                     |
| 中奥陶世：4.7亿年前的地球                              |                                     |
| 全時期平均大氣O 2含量                                  | 约13.5 Vol % （为現代的68% ）       |
| 全時期平均大氣CO 2含量                                 | 约4200 ppm （为前工業時期15倍）     |
| 全時期平均地表溫度                                     | 约16℃ （高於現代2℃）                |
| 海平面（高於現代）                                     | 180米；最高至210米，至末期落至140米 |

奥陶纪（英語：Ordovician，發音： /ɔːrdəˈvɪʃən/，符号O）是地球地质历史上显生宙古生代的第二个纪，约开始于4.85亿年前，结束于4.43亿年前，上承寒武纪，下启志留纪。
奥陶纪的命名源自威尔士中部/西北部的古代凯尔特人部落奧陶維斯人，因最早被研究的奥陶纪岩层取自于这个部族历史上的传统住地而得名。

## 历史沿革
1879年，地质学家查爾斯·拉普沃思将莫企逊广义的志留纪下层定义并命名为奥陶纪。直到1960年，奥陶纪的定义才正式获得国际地质科学联合会认可。
中文学术界对奥陶纪的称呼最早见于由章鸿钊和翁文灏于1916年编写的《地质研究所师弟修业纪》，后被地质工作者广泛使用，包括日本学者小林贞一（1929年）、山成不二（1925年）等。

## 分界
許多區域性術語曾被使用並成為劃分奧陶紀的依據。在2008年，ICS確立了正式的國際細分體系。其中包括波羅的海、英國、西伯利亞、北美、澳大利亞、中國、地中海和岡瓦那大陸的區域地層圖式。
在英國，奧陶紀傳統上分為早期（特马豆克期和阿侖尼格期）、中期（蘭維恩階（又細分為阿伯雷迪階和蘭代洛統）和蘭代洛階）和晚期（喀拉多克階和阿石極階）。與奧陶紀相對應的巖石被稱為來自柱的下部、中部或上部。從最年輕到最古老的動物群階段（時代的細分）依次是：

### 晚奧陶世
Hirnantian stage/Gamach (Ashgill); 
Rawtheyan/Richmond (Ashgill); 
Cautleyan/Richmond (Ashgill); 
Pusgillian/Maysville/Richmond (Ashgill)

### 中奧陶世
Trenton (Caradoc); 
Onnian/Maysville/Eden (Caradoc); 
Actonian/Eden (Caradoc); 
Marshbrookian/Sherman (Caradoc); 
Longvillian/Sherman (Caradoc); 
Soudleyan/Kirkfield (Caradoc); 
Harnagian/Rockland (Caradoc); 
Costonian/Black River (Caradoc); 
Chazy (Llandeilo); 
Llandeilo (Llandeilo); 
Whiterock (Llanvirn); 
Llanvirn (Llanvirn)

### 早奧陶世
Cassinian (Arenig); 
Arenig/Jefferson/Castleman (Arenig); 
Tremadoc/Deming/Gaconadian (Tremadoc)

### 英製地質時期
特裏馬道克階相當於（現代的）特馬豆克期。弗洛期對應於低位的阿侖尼格期；阿侖尼格期一直延續到達瑞威爾階早期，並包含大坪期。蘭維爾階占據了達瑞威爾階的其余部分，並在晚奧陶世的底部終止。桑比期代表了喀拉多克階的前半部分；喀拉多克階在卡蒂安期的中部結束，阿石極階加上赫南特期代表了卡蒂安期最後一半的部分。

## 生物

### 海洋
奥陶纪由于浅海广布、气候适合，浮游生物的种类和数量都出现了爆发式的增长，因此海生无脊椎动物进一步繁盛，分异更为显著，占绝对优势。浅海滋生着底栖的三叶虫、腕足类、腹足类、介形类、海百合、海林檎、苔藓虫、珊瑚、海绵类、喙壳类、角石类、牙形石、几丁石、层孔虫等。深水、滞流静水海域不适合底栖生物生存，海面漂浮着笔石类、有薄壳的纤小动物，如叶虾类，这些可以顺洋流漂浮，成为广布的化石。
笔石最早出现于寒武纪中期，在奥陶纪大量繁盛，主要营漂浮方式，分布广，演化快、容易保存，是奥陶纪重要的分层化石。早奥陶世早期以树形笔石为主，中期正笔石类中的无轴亚目大量繁盛，晚期有轴亚目的雕笔石出现；中、晚奥陶世是正笔石类的鼎盛时期。
三叶虫和腕足类都很繁盛。奥陶纪主要的三叶虫有栉虫目、镰虫目、褶颊虫目、镜眼虫目、球接子目等，腕足类中有铰类的正形贝目、扭月贝目占重要地位。
钙藻也在奥陶纪时期开始出现，和珊瑚礁互利共生。

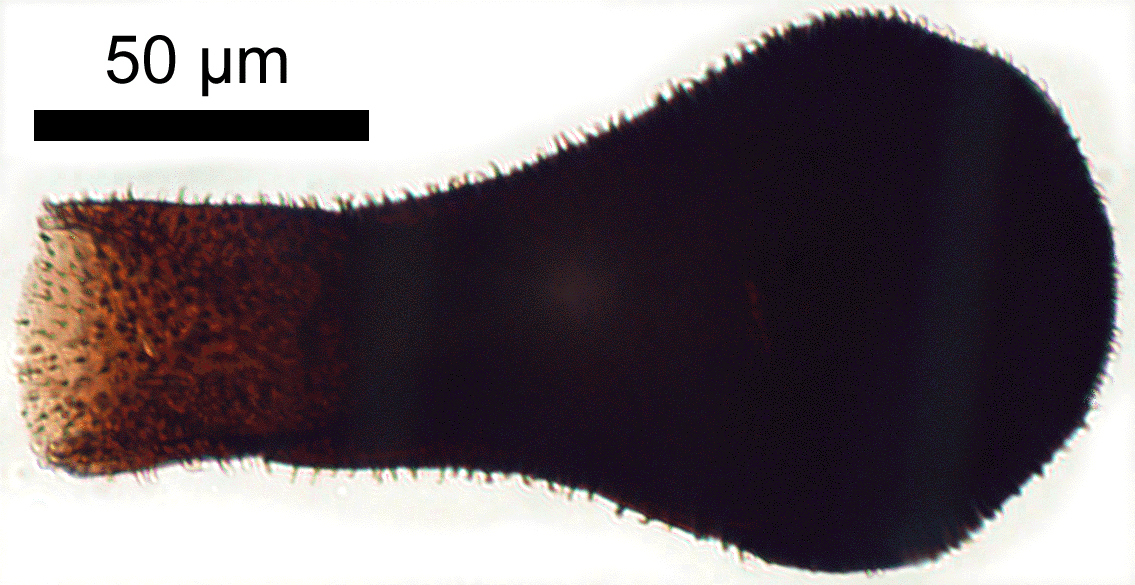
几丁石最早出现于奥陶纪早期，灭绝于泥盆纪末期，化石形状通常是一个微型的瓶子。
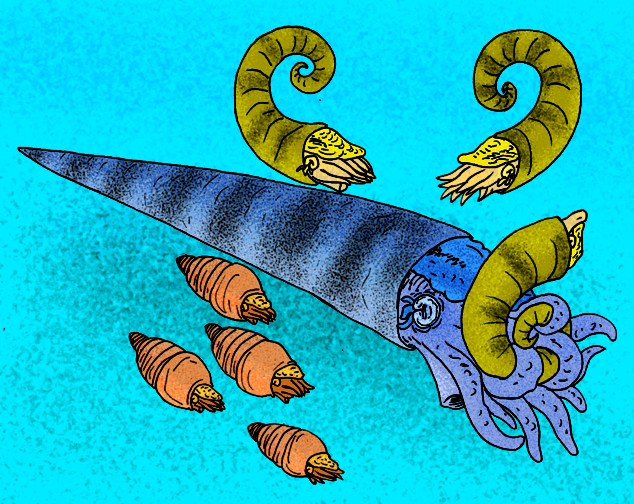
角石类最早出现于寒武纪晚期，奥陶纪属种繁多，体形较大，通常长达1米，位于当时食物链的上层。
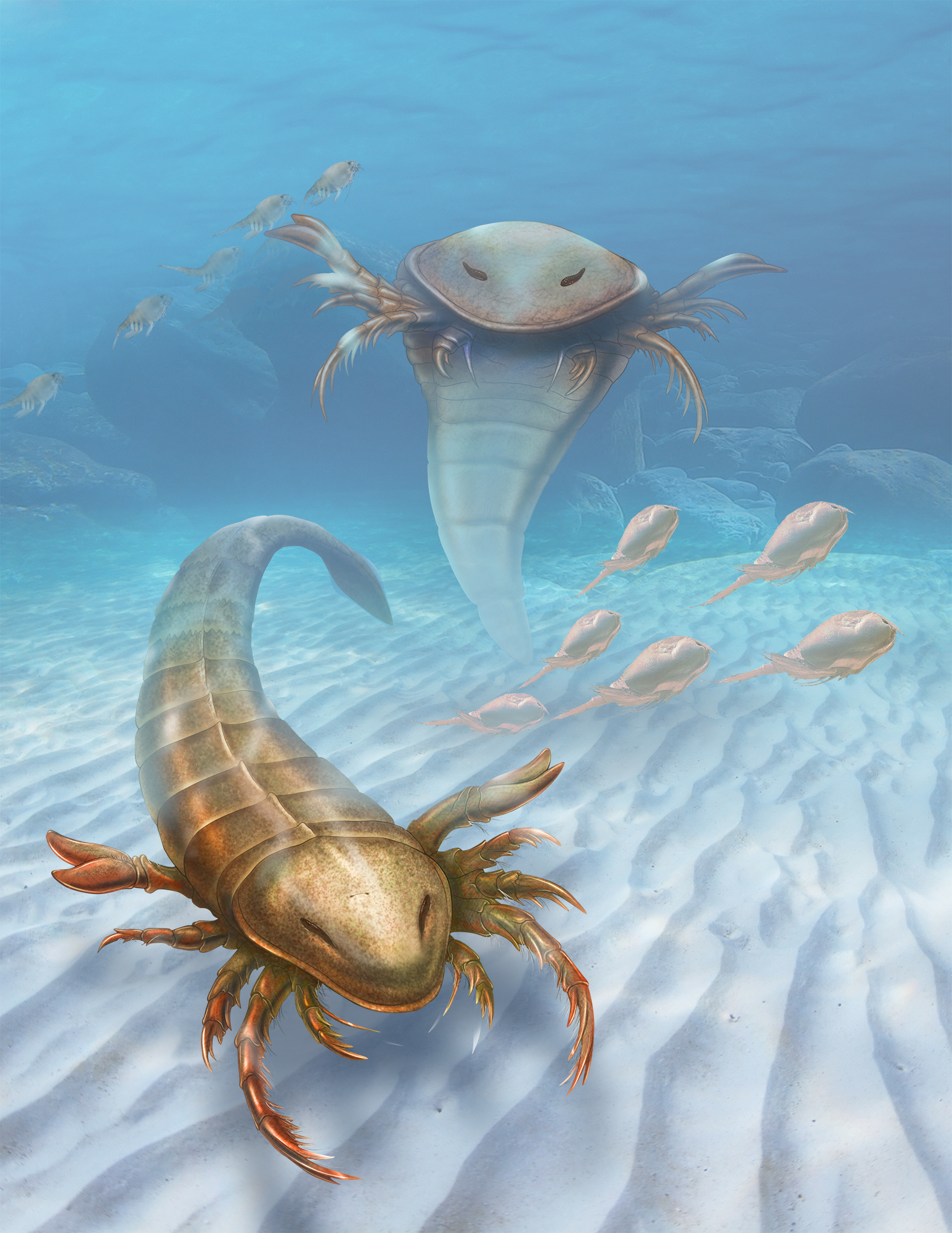
五十桨翼鲎属：是已知生存年代最早的板足鲎类，体长可达2米；凶猛可怖的浅海底栖顶级掠食者。
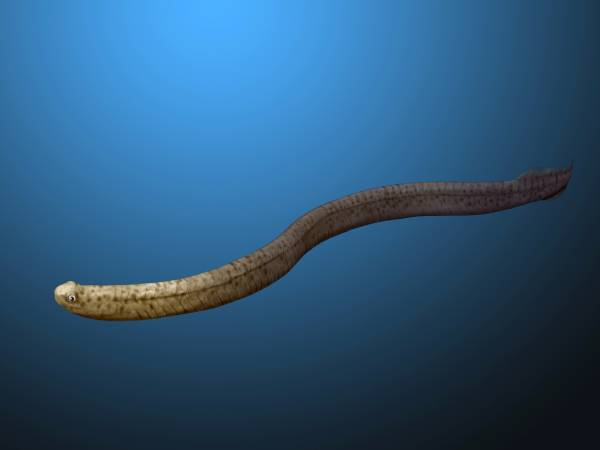
生活在奥陶纪晚期的美麗普羅米桑牙形石，体长可达40厘米。
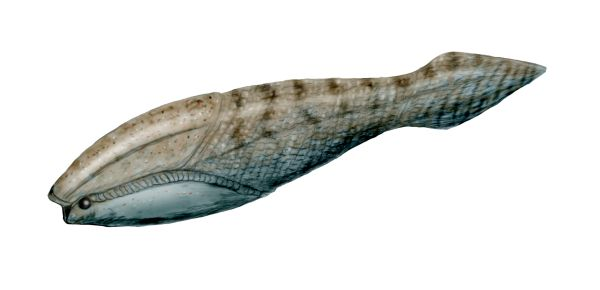
甲胄鱼类也在这时期开始出现。

### 陆地
绿藻在寒武纪晚期和奥陶纪很常见。陆生植物可能是从绿藻进化而来的，最初以微小的非维管植物形式出现。在最上层的奥陶系沉积物中发现了来自陆生植物的孢子化石。

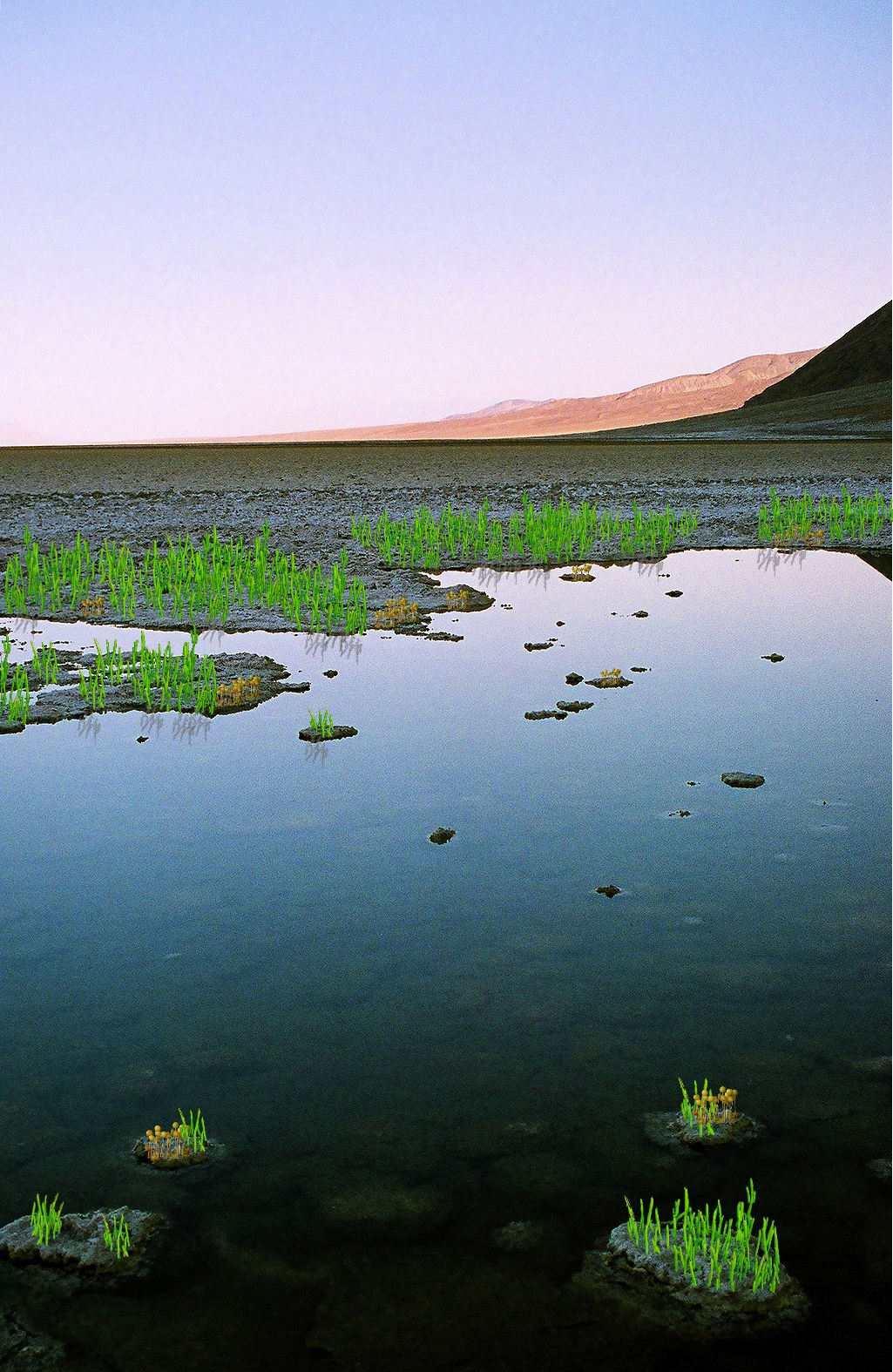
当时陆生植物的分布仅限于海岸线

最早的陆地真菌可能属于球囊霉目（Glomerales），通过菌根共生可使植物在陆地上的扩张中起着重要作用，使植物细胞可利用矿物质养分。在威斯康星州发现了这种真菌的菌丝和孢子化石，其地层年代大约为4.6亿年前，当时的陆生植物群只有非维管植物。

## 地史

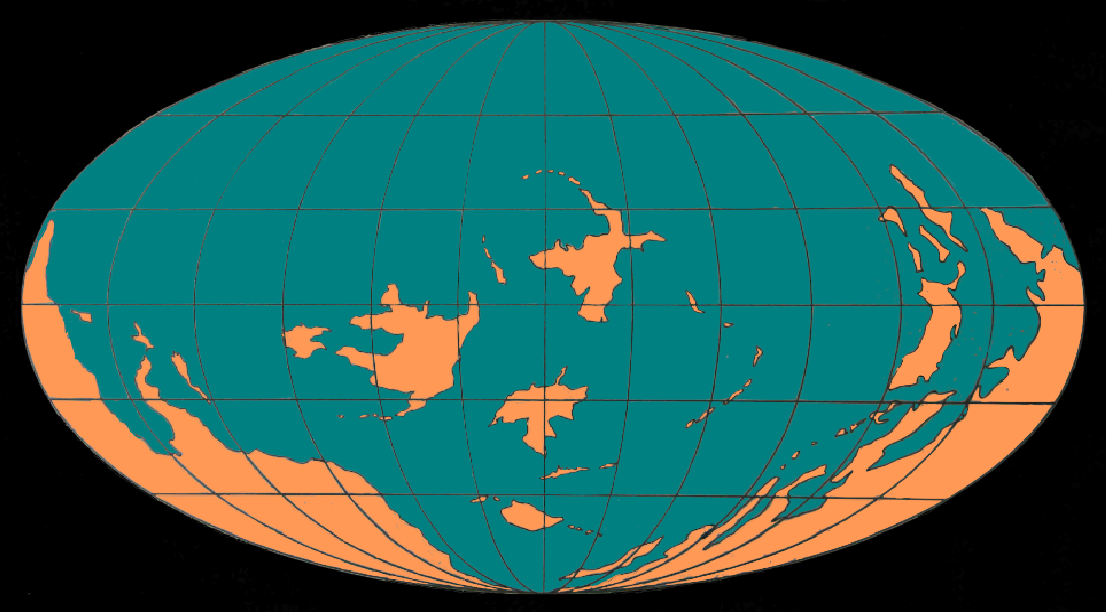
约4.7亿年前的全球地图

奥陶纪时期的大陆由主要的冈瓦纳大陆和其他三个较小的大陆：劳伦大陆、波罗的大陆、西伯利亚大陆以及一系列小型孤立陆块构成。小型孤立陆块在寒武纪时期是冈瓦纳大陆的一部分。波罗的大陆和冈瓦纳大陆被托恩基斯特海之间略微分开。劳伦大陆正在向北漂至赤道。巨神海将冈瓦纳大陆和波罗的大陆隔开。西伯利亚大陆已经漂移至赤道以北区域。
奥陶纪的海侵是在寒武纪海域延续下来的。扬子陆块、华北陆块西部边缘地带，在中、晚寒武世、早奥陶世略有上升，奥陶纪早期地层缺失，较新的奥陶纪地层与寒武纪呈假整合接触。在华北陆块的中、东部和扬子陆块，奥陶纪、寒武纪地层皆呈整合接触。中奥陶世之后华北陆块上升为陆地，除西部边缘地区外，晚奥陶世没有沉积。
阿瓦隆尼亚从冈瓦纳大陆的北部边缘脱落，并向北漂移。瑞亚克洋在阿瓦隆尼亚和冈瓦纳大陆之间开裂形成。晚奥陶世时期，阿瓦隆尼亚与波罗的大陆碰撞，巨神海因为阿瓦隆尼亚与波罗的大陆的合并而缩小。而组成欧洲的另一部分（Armorica Terran Group）仍位于冈瓦纳大陆北部边缘。
哈萨克地块于奥陶纪时期形成，孤立于当时其他大陆之外，其地块在石炭纪时期才和西伯利亚大陆碰撞。
奧陶紀中期時，在大約距今4.66億年前時，曾發生奥陶纪中期流星事件，而一個近期的理論認為地球在這時可能出現環系統。奥陶纪时期每年撞击地球的陨石数量是现在的约100倍。

### 加里东造山运动
加里东造山运动在地台区表现为频繁的震荡运动，地槽区有较多的火山喷发岩、中基性和中酸性火山岩，如北方地槽区。
- 欧亚大陆有4个稳定的陸塊（俄罗斯陆块、西伯利亚陆块、华北陆块、扬子陆块）。除少数地区外，基本上被海水侵入，形成浅海水域，克拉通周围被地槽区围绕。俄罗斯陆块、扬子陆块的南缘，呈东西向条带状的古地中海，南缘止于非洲北部、阿拉伯半岛中部、伊朗南部、印度半岛北部，向南经中南半岛与澳大利亚东、北部奥陶纪的海域相连，更南可能伸延到南极地区。
- 北美大部为地台浅海区，沉积以石英砂岩、页岩、碳酸盐岩为主，厚度不大。北美大陆的东西侧为地槽区的海域，西部以碎屑岩、碳酸盐岩为主，东部有硬砂岩、泥岩和火山岩。南美的西太平洋沿岸地带为地槽海域，中北部为地台浅海海域。
- 南大陆的周围边缘地带被地槽区、地台型海域围绕，非洲、印度半岛、澳大利亚西南部、南美东部、南极洲东部皆为陆地。

### 气候
奥陶纪早、中期继承了寒武纪的气候，气候温暖、海侵广泛，海平面在特马豆克期达到了显生宙以来的最高水平；晚期冈瓦纳大陆发生大规模的大陆冰盖和冰海沉积，代表寒冷的极地气候。
按古地磁数据，奥陶纪南极最初从今天的阿尔及利亚南部（早奥陶世）的某个位置向北迁移到今天的阿尔及利亚地中海沿岸位置（中奥陶世），然后移至西非位置（晚奥陶世），这与非洲冰碛层的分布于南极圈内的解释是吻合的。冈瓦纳大陆东部仍处于赤道附近。北美、西伯利亚、中国华北有蒸发岩沉积，推测为干热气候环境，属低纬度地区。奥陶纪北极位于南太平洋，大陆地区基本位于南半球，从沉积物看，当时南半球的气候分带比较明显。由于晚奥陶大冰期的存在，导致海平面的全面下降。